# Hamel (Nord)
Hamel ist eine französische Gemeinde mit 786 Einwohnern (Stand: 1. Januar 2022) im Département Nord in der Region Hauts-de-France. Sie gehört zum Arrondissement Douai und zum Kanton Aniche. Die Bewohner werden Hamelois und Hameloises genannt.

## Geographie
Die Gemeinde Hamel liegt etwa neun Kilometer südlich von Douai und 14 Kilometer östlich von Arras an der Sensée und an der Grenze zum Département Pas-de-Calais. Umgeben wird Hamel von den Nachbargemeinden Estrées im Norden, Arleux im Osten und Süden, Écourt-Saint-Quentin im Süden und Südwesten, Lécluse im Westen sowie Tortequesne im Westen und Nordwesten.

## Bevölkerungsentwicklung
| Jahr                       | 1962 | 1968 | 1975 | 1982 | 1990 | 1999 | 2006 | 2013 | 2020 |
| Einwohner                  | 361  | 410  | 430  | 577  | 669  | 738  | 742  | 785  | 780  |
| Quellen: Cassini und INSEE |      |      |      |      |      |      |      |      |      |

## Sehenswürdigkeiten
- Kirche Saint-Sarre
- Dolmen du Bois aus der Frühgeschichte, seit 1914 als Monument historique klassifiziert
- Steinkreuz aus dem 17. Jahrhundert, seit 1933 als Monument historique klassifiziert

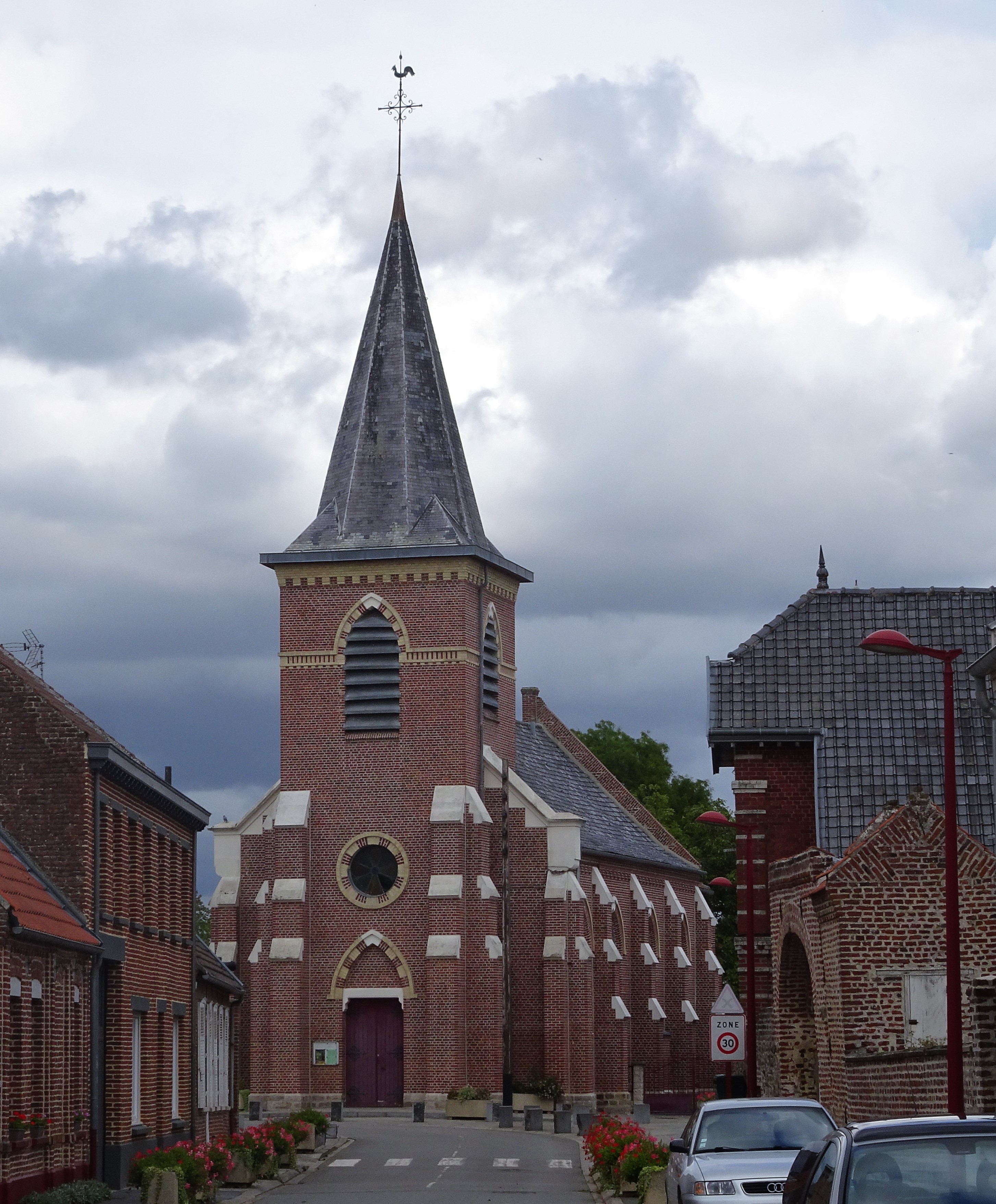
Kirche Saint-Sarre
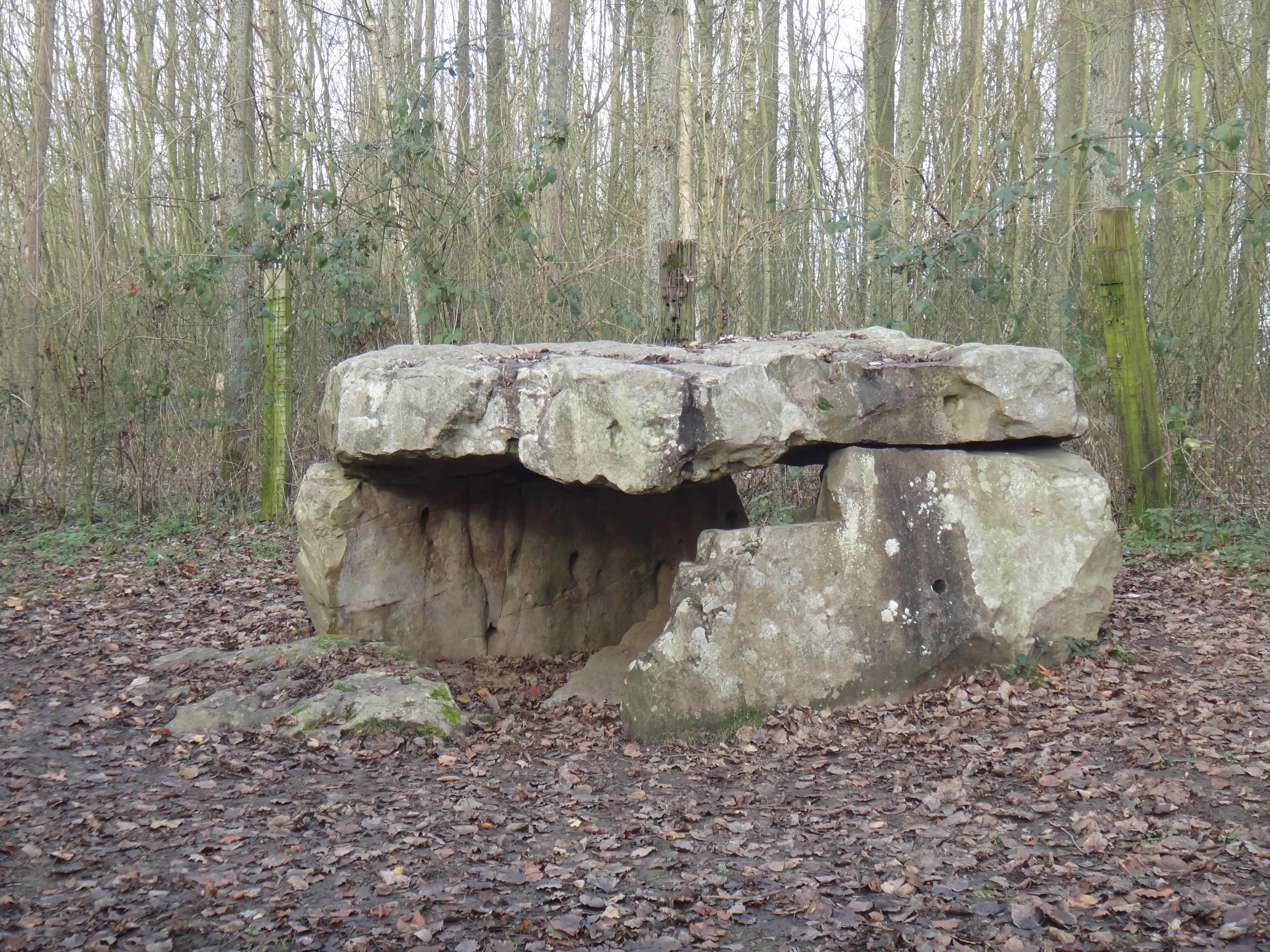
Dolmen du Bois
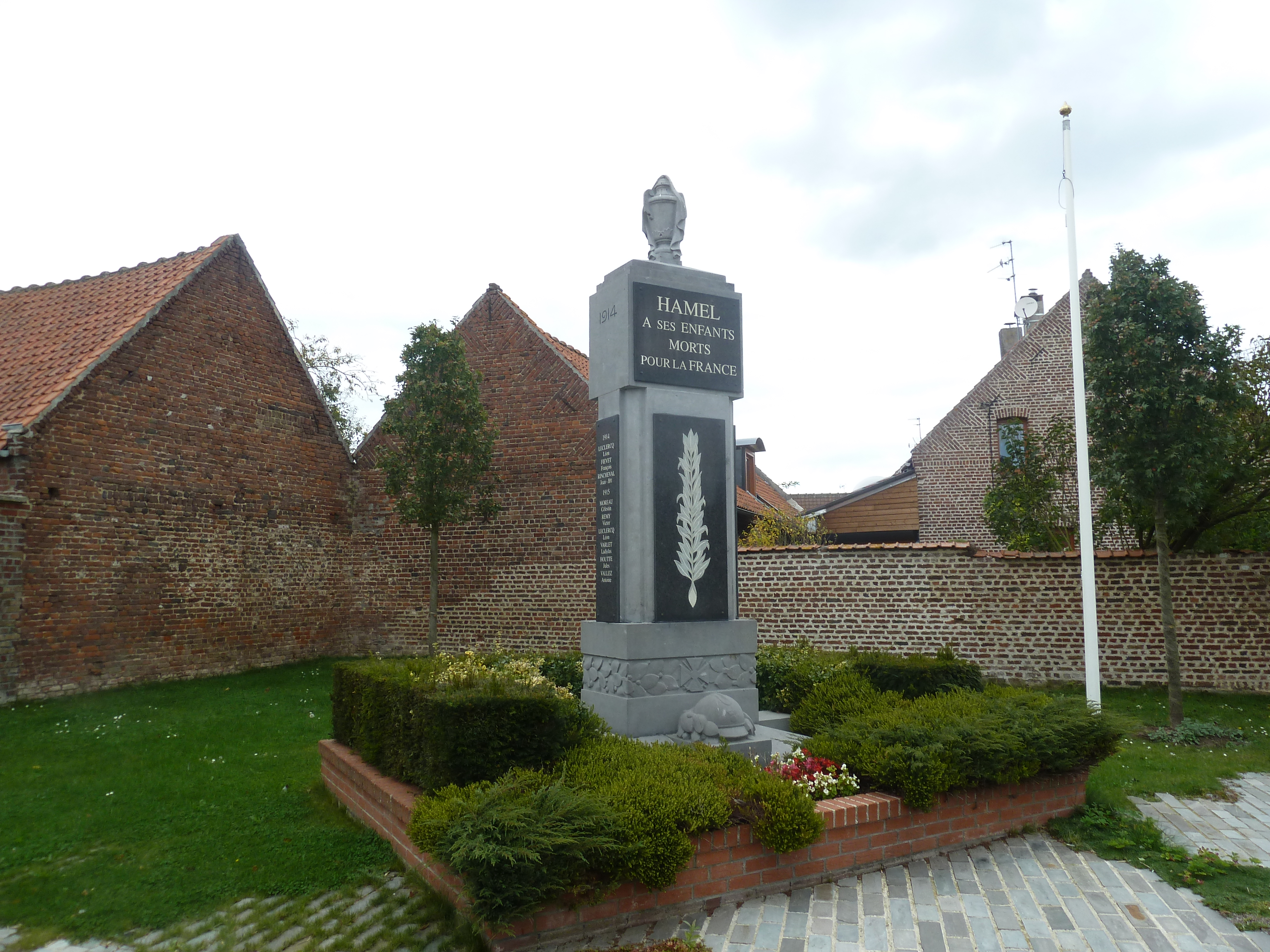
Gefallenendenkmal